# Fire Records
Fire Records was een onafhankelijk Amerikaans platenlabel, dat blues- en rhythm & blues-platen uitbracht. Het werd in 1959 opgericht door Bobby Robinson. Musici die op het label uitkwamen waren onder meer Lightnin' Hopkins, Elmore James, Arthur Crudup, Buster Brown, doo-wop-groep The Channels, Larry Dale, Willis Jackson, Mighty Joe Young en Bobby Marchan.